# 泽列诺博尔斯基
泽列诺博尔斯基（羅馬化：Zelenoborskiy）是俄罗斯摩尔曼斯克州的市级镇，属坎达拉克沙区，东侧靠近坎达拉克沙湾，地处摩尔曼斯克州西南部，在区行政中心坎达拉克沙南、州府摩尔曼斯克南偏西方。附近有克尼亚扎亚湾水电站（Княжегубская ГЭС）。
该地2021年人口有5,186人；2010年人口6,560；2002年人口7,640；1989年人口9,643。